# Cilindrul lui Cirus

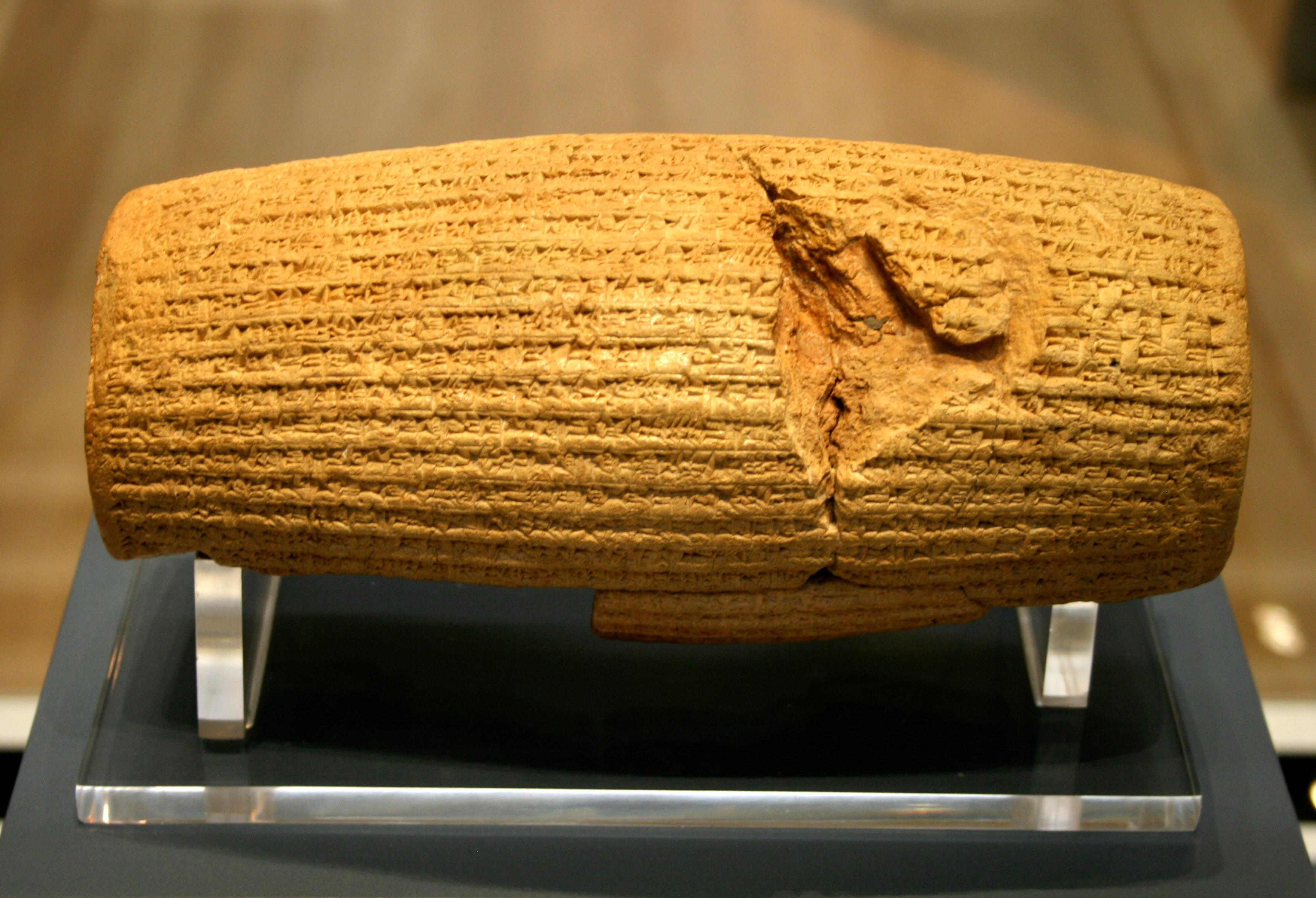
Cilindrul lui Cirus

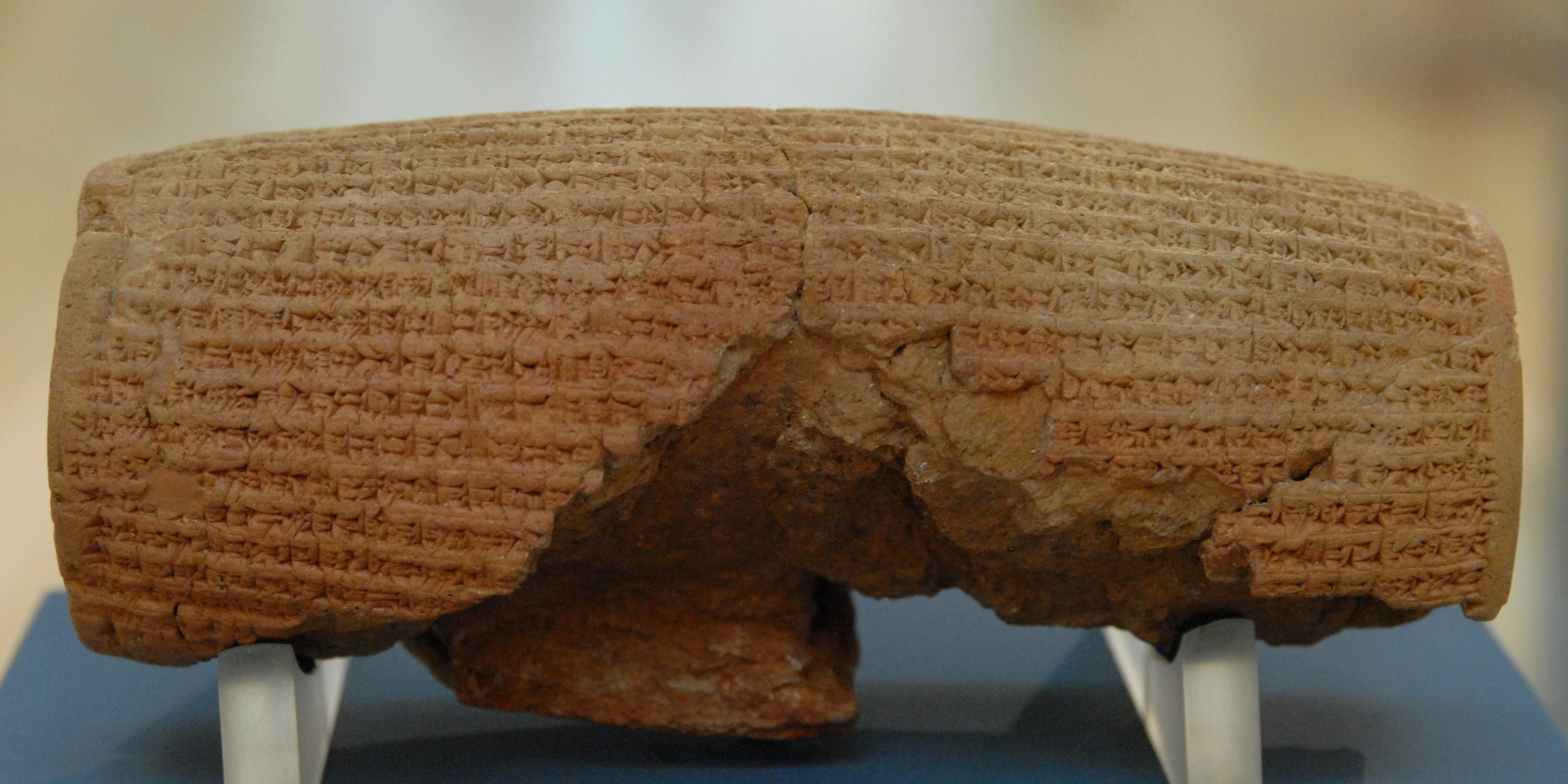
Cilindrul lui Cirus, vedere din partea opusă

Cilindul lui Cirus, cunoscut și sub numele de Cilindrul lui Cirus cel Mare, este un document aparținând regelui persan Cirus al II-lea cel Mare. Documentul se prezintă sub forma unui cilindru din lut, inscripționat cu o scriere cuneiformă în limba akkadiană. Cilindrul a fost creat după cucerirea persană a Babilonului în 539 î.Hr., când Cirus l-a răsturnat pe regele babilonian Nabonidus punând capăt, astfel Imperiului Neo-Babilonian. Textul îl denunța pe Nabonidus ca fiind necuviincios și descrie victoria lui Cirus ca fiind plăcută zeului suprem babilonian Marduk. În continuare se descrie modul în care Cirus a îmbunătățit viata cetățenilor din Babilon, cum a repatriat popoarele strămutate și cum a reconstruit templele și sanctuarele.
Cilindrul a fost descoperit în 1879 de către arheologul Hormuzd Rassam la temeliile Esagilei, principalul templu din Babilon. Astăzi el este păstrat la Muzeul Britanic din Londra.
La începutul anilor '70 Șahul Iranului l-a adoptat ca simbol al domniei sale și al aniversarii a 2500 de ani de monarhie, afirmând că acesta a fost „prima cartă a drepturilor omului din istorie”.
Cercetătorii Bibliei priveau în mod tradițional textul cilindrului drept dovadă de coroborare a politicii lui Cirus referitoare la repatrierea evreilor din captivitatea babiloniană (un act pe care Cartea lui Ezra îl atribuie lui Cirus), deoarece textul se referă la restaurarea sanctuarelor de închinare și la repatrierea popoarelor deportate. Această interpretare este disputată, deoarece textul numește doar sanctuare mesopotamiene și nu menționează nici evrei, nici Ierusalimul, nici Iudeea. Decretul (edictul) lui Cirus descris în Biblie este considerat legendar (închipuit, nu real).